# Лолита Флорес
Мариа Долорес Гонзалез Флорес (Мадрид, 6. маја 1958) познатија као Лолита, шпанска је глумица и певачица. Ћерка је Лоле Флорес и Антониа Гонзалеса. Њене сестре су Антониа Флорес и Росарио Флорес. Била је удата за Гиљерма Фуриасеа, имали су двоје деце Елену и Гиљерма.
Флорес је започела своју каријеру почетком 1970-их, издавањем албума Amor, amor (и истоименог сингла). Године 1975. постигла је успех у својој родној Шпанији као и у земљама Латинске Америке. Њене песме "Sarandonga", "Lo voy a dividir" и "Si la vida son dos días" између осталих, постале су хитови на шпанским радијима.
2002. године освојила је награду Гоја за најбољу нову глумицу за свој наступ у филму Rencor. Флорес се такође појавила у неколико телевизијских шоуова попут Directísimo и Hostal Royal Manzanares. Дана 18. фебруара 2019. године добила је награду Medalla de Oro al Mérito en las Bellas Artes.
Флорес је ромског порекла са очеве стране и идентификује се као Ромкиња.

## Дискографија
- Amor, amor  (1979)
- Abrázame  (1976)
- Mi carta  (1977)
- Espérame  (1978)
- Seguir Soñando  (1980)
- Atrévete  (1982)
- Águila real  (1983)
- Para volver  (1985)
- Locura de amor  (1987)
- Madrugada  (1990)
- Con Sabor a Menta  (1991)
- Y La Vida Pasa  (1994)
- Quién lo va a detener  (1995)
- Atrasar el reloj  (1997)
- Lola, Lolita, Lola  (2001)
- Lola, Lolita, Dolores  (2002)
- Si la vida son 2 días  (2004)
- Y ahora Lola. Un regalo a mi madre  (2005)
- Sigue caminando  (2007)

## Филмографија
- "La princesa del polígono " (2007)
- Fuerte Apache (2006)
- Rencor (2002)